# Kasseler Sport-Verein Hessen Kassel 2006-2007
Questa voce raccoglie le informazioni riguardanti il Kasseler Sport-Verein Hessen Kassel nelle competizioni ufficiali della stagione 2006-2007.

## Stagione
Nella stagione 2006-2007 l'Hessen Kassel, allenato da Matthias Hamann, concluse il campionato di Regionalliga sud al 10º posto.

## Rosa
| N. |                     | Ruolo | Calciatore          |
| -- | ------------------- | ----- | ------------------- |
| 1  | Germania (bandiera) | P     | Alexander Seeger    |
| 3  | Germania (bandiera) | D     | Christoph Keim      |
| 4  | Germania (bandiera) | D     | Kim Schwager        |
| 5  | Germania (bandiera) | C     | Sebastian Busch     |
| 6  | Germania (bandiera) | D     | Thorsten Schönewolf |
| 7  | Germania (bandiera) | C     | Marc Arnold         |
| 8  | Germania (bandiera) | C     | Mirko Dickhaut      |
| 9  | Brasile (bandiera)  | A     | J.César             |
| 10 | Germania (bandiera) | A     | Thorsten Bauer      |
| 11 | Germania (bandiera) | C     | Martin Wagner       |
| 13 | Germania (bandiera) | C     | Mario Klinger       |
| 14 | Germania (bandiera) | C     | Jan Fießer          |

| N. |                        | Ruolo | Calciatore         |
| -- | ---------------------- | ----- | ------------------ |
| 15 | Germania (bandiera)    | D     | Dominik Suslik     |
| 16 | Turchia (bandiera)     | A     | Murat Turhan       |
| 18 | Germania (bandiera)    | C     | Daniel Beyer       |
| 19 | Germania (bandiera)    | A     | Bulut Aksoy        |
| 20 | Austria (bandiera)     | C     | Denis Berger       |
| 21 | Turchia (bandiera)     | D     | Turgay Gölbasi     |
| 22 | Stati Uniti (bandiera) | A     | Michael Mason      |
| 23 | Germania (bandiera)    | C     | Athanasios Noutsos |
| 24 | Germania (bandiera)    | A     | Sebastian Wojcik   |
| 25 | Germania (bandiera)    | D     | Michael Kümmerle   |
| 30 | Germania (bandiera)    | P     | Oliver Adler       |
| 31 | Germania (bandiera)    | C     | Arne Schmidt       |

## Organigramma societario
Area tecnica
- Allenatore: Matthias Hamann
- Allenatore in seconda:
- Preparatore dei portieri: Michael Gibhardt
- Preparatori atletici:
- Analisi video:

## Calciomercato

### Sessione estiva
| Acquisti | Acquisti           | Acquisti                  | Acquisti |
| R.       | Nome               | da                        | Modalità |
| -------- | ------------------ | ------------------------- | -------- |
| C        | Mario Klinger      | Schalke 04                |          |
| C        | Sebastian Busch    | OSC Vellmar               |          |
| C        | Jan Fießer         | Eintracht Francoforte U19 |          |
| D        | Florian Heussner   | SVA Bad Hersfeld          |          |
| C        | Athanasios Noutsos | Preußen Münster           |          |
| D        | Kim Schwager       | Charlottenburg            |          |
| A        | Murat Turhan       | Tasmania Berlino U19      |          |

| Cessioni | Cessioni           | Cessioni         | Cessioni |
| R.       | Nome               | a                | Modalità |
| -------- | ------------------ | ---------------- | -------- |
| D        | Eren Cihan         | FSC Lohfelden    |          |
| D        | Armand Dellova     | FSC Lohfelden    |          |
| C        | Goce Malinov       | FSC Lohfelden    |          |
| C        | Carsten Schönefeld | OSC Vellmar      |          |
| C        | Torbjörn Warneke   | Hessen Kassel II |          |

### Sessione invernale
| Acquisti | Acquisti         | Acquisti               | Acquisti |
| R.       | Nome             | da                     | Modalità |
| -------- | ---------------- | ---------------------- | -------- |
| A        | Sebastian Wojcik | SV Wilhelmshaven       |          |
| C        | Denis Berger     | Siegen                 |          |
| D        | Michael Kümmerle | Kickers Emden          |          |
| A        | Bulut Aksoy      | Borussia M'gladbach II |          |

| Cessioni | Cessioni            | Cessioni           | Cessioni |
| R.       | Nome                | a                  | Modalità |
| -------- | ------------------- | ------------------ | -------- |
| D        | Florian Heussner    | OSC Vellmar        |          |
| A        | Christoph Osterhold | FSC Lohfelden      |          |
| A        | Tobias Oliev        | 1. FC Schwalmstadt |          |
| C        | Pascal Groß         | Bochum II          |          |

## Risultati

### Regionalliga

#### Girone di andata
| Arbitro: | Aytekin |

|  |           |                |
|  | Marcatori | 16’, 87’ Bauer |

| Arbitro: | Rafati |

|           |           |  |
| Beyer 56’ | Marcatori |  |

| Arbitro: | Steinberg |

|                         |           |                        |
| Nagorny 35’ (rig.), 68’ | Marcatori | 54’ Noutsos 77’ Turhan |

| Kassel 19 agosto 2006, ore 14:30 CEST 4ª giornata | Hessen Kassel | 0 – 0 referto | Aalen | Auestadion (5 050 spett.)\| Arbitro: \| Pflaum \| |
| Arbitro:                                          | Pflaum        |               |       |                                                   |

| Arbitro: | Bauer |

|  |           |             |
|  | Marcatori | 51’ Noutsos |

| Arbitro: | Hofmann |

|                     |           |  |
| Bauer 60’ Beyer 88’ | Marcatori |  |

| Arbitro: | Schlutius |

|                     |           |  |
| Galm 22’ Nehrig 75’ | Marcatori |  |

| Arbitro: | Schmidt |

|  |           |                                                 |
|  | Marcatori | 4’, 16’ Wohlfarth 30’ Rosenwirth 49’, 89’ Römer |

| Arbitro: | Welz |

|                       |           |           |
| Geiger 19’ Méndez 49’ | Marcatori | 51’ Bauer |

| Arbitro: | Steinhaus-Webb |

|  |           |           |
|  | Marcatori | 76’ Busch |

| Arbitro: | Sahler |

|                     |           |                    |
| Sağlık 5’ Hadji 61’ | Marcatori | 1’ Bauer 63’ Oliev |

| Arbitro: | Hartmann |

|                                |           |                            |
| Bauer 28’ Keim 44’ Noutsos 86’ | Marcatori | 30’ Krebs 48’, 57’ Blessin |

| Arbitro: | Wingenbach |

|                    |           |              |
| Unger 33’ Haas 35’ | Marcatori | 89’ Schwager |

| Arbitro: | Blos |

|                       |           |  |
| Beyer 54’ J.César 79’ | Marcatori |  |

| Arbitro: | Perl |

|             |           |                              |
| Stierle 30’ | Marcatori | 14’ Keim 19’ Beyer 39’ Bauer |

| Arbitro: | Kempter |

|                            |           |                                  |
| Bauer 15’, 48’ J.César 90’ | Marcatori | 30’ Willmann 70’ Cenci 75’ König |

| Arbitro: | Fritz |

|                             |           |  |
| Cholevas 21’, 88’ Ramaj 81’ | Marcatori |  |

#### Girone di ritorno
| Arbitro: | Gorniak |

|            |           |                |
| Arnold 77’ | Marcatori | 26’ Maierhofer |

| Arbitro: | Steinberg |

|                               |           |          |
| Copado 6’ Marić 83’ Teber 88’ | Marcatori | 29’ Keim |

| Arbitro: | Perl |

|  |           |                        |
|  | Marcatori | 36’ Iyodo 65’ Kolinger |

| Arbitro: | Sahler |

|  |           |                       |
|  | Marcatori | 63’ Klinger 79’ Bauer |

| Arbitro: | Achmüller |

|                                |           |          |
| Arnold 9’ Bauer 45’ Berger 90’ | Marcatori | 32’ Barg |

| Arbitro: | Welz |

|  |           |           |
|  | Marcatori | 69’ Bauer |

| Arbitro: | Bauer |

|             |           |                                  |
| Klinger 75’ | Marcatori | 43’ Perchtold 81’ Morys 90’ Galm |

| Arbitro: | Walz |

|                             |           |  |
| Schlauderer 19’ Buchner 90’ | Marcatori |  |

| Arbitro: | Kristek |

|  |           |                                  |
|  | Marcatori | 35’ Hanke 47’ Beigang 90’ Méndez |

| Arbitro: | Schlutius |

|                    |           |                           |
| Rogosic 49’ (rig.) | Marcatori | 24’ Fießer 85’ Schönewolf |

| Arbitro: | Stark |

|                                  |           |  |
| Berger 48’ Arnold 73’ Wojcik 90’ | Marcatori |  |

| Arbitro: | Kampka |

|            |           |                          |
| Okpala 39’ | Marcatori | 62’ Schönewolf 73’ Bauer |

| Kassel 5 maggio 2007, ore 14:30 CEST 30ª giornata | Hessen Kassel | 0 – 0 referto | Reutlingen | Auestadion (4 500 spett.)\| Arbitro: \| Wingenbach \| |
| Arbitro:                                          | Wingenbach    |               |            |                                                       |

| Arbitro: | Blos |

|                    |           |  |
| Haas 59’ Reich 89’ | Marcatori |  |

| Arbitro: | Christ |

|                               |           |             |
| Bauer 45’ (rig.) Dickhaut 48’ | Marcatori | 33’ Vaccaro |

| Arbitro: | Hofmann |

|                             |           |           |
| Stroh-Engel 44’ Popović 73’ | Marcatori | 49’ Beyer |

| Arbitro: | Drees |

|                                   |           |                                                                                              |
| J.César 16’ Bauer 43’, 78’ (rig.) | Marcatori | 13’, 45’ Duhnke 27’ (rig.), 53’ Schmitt 31’ Burkhard 61’ Ziegenbein 66’ Cholevas 69’ Szukała |

## Statistiche

### Statistiche di squadra
| Competizione     | Punti | In casa | In casa | In casa | In casa | In casa | In casa | In trasferta | In trasferta | In trasferta | In trasferta | In trasferta | In trasferta | Totale | Totale | Totale | Totale | Totale | Totale | DR  |
| Competizione     | Punti | G       | V       | N       | P       | Gf      | Gs      | G            | V            | N            | P            | Gf           | Gs           | G      | V      | N      | P      | Gf     | Gs     | DR  |
| ---------------- | ----- | ------- | ------- | ------- | ------- | ------- | ------- | ------------ | ------------ | ------------ | ------------ | ------------ | ------------ | ------ | ------ | ------ | ------ | ------ | ------ | --- |
| Regionalliga sud | 46    | 17      | 6       | 5       | 6       | 24      | 31      | 17           | 7            | 2            | 8            | 21           | 25           | 34     | 13     | 7      | 14     | 45     | 56     | -11 |
| Totale           | 46    | 17      | 6       | 5       | 6       | 24      | 31      | 17           | 7            | 2            | 8            | 21           | 25           | 34     | 13     | 7      | 14     | 45     | 56     | -11 |

### Andamento in campionato
| Giornata  | 1 | 2 | 3 | 4 | 5 | 6 | 7 | 8 | 9 | 10 | 11 | 12 | 13 | 14 | 15 | 16 | 17 | 18 | 19 | 20 | 21 | 22 | 23 | 24 | 25 | 26 | 27 | 28 | 29 | 30 | 31 | 32 | 33 | 34 |
| --------- | - | - | - | - | - | - | - | - | - | -- | -- | -- | -- | -- | -- | -- | -- | -- | -- | -- | -- | -- | -- | -- | -- | -- | -- | -- | -- | -- | -- | -- | -- | -- |
| Luogo     | T | C | T | C | T | C | T | C | T | C  | T  | C  | T  | C  | T  | C  | T  | C  | T  | C  | T  | C  | T  | C  | T  | C  | T  | C  | T  | C  | T  | C  | T  | C  |
| Risultato | V | V | N | N | V | V | P | P | P | P  | N  | N  | P  | V  | V  | N  | P  | N  | P  | P  | V  | V  | V  | P  | P  | P  | V  | V  | V  | N  | P  | V  | P  | P  |
| Posizione | 4 | 2 | 3 | 3 | 3 | 3 | 3 | 6 | 8 | 9  | 8  | 8  | 11 | 11 | 7  | 7  | 11 | 12 | 13 | 14 | 11 | 9  | 7  | 9  | 12 | 12 | 11 | 11 | 9  | 6  | 8  | 7  | 9  | 10 |

Legenda:

Luogo: C = Casa; T = Trasferta. Risultato: V = Vittoria; N = Pareggio; P = Sconfitta.

### Statistiche dei giocatori
| O. Adler      | 34 | 0  | 2 | 0 |
| B. Aksoy      | 10 | 0  | 0 | 0 |
| M. Arnold     | 19 | 3  | 4 | 1 |
| T. Bauer      | 34 | 16 | 5 | 0 |
| D. Berger     | 13 | 2  | 4 | 0 |
| D. Beyer      | 33 | 5  | 4 | 0 |
| S. Busch      | 26 | 0  | 6 | 0 |
| J. César      | 23 | 3  | 1 | 1 |
| M. Dickhaut   | 13 | 1  | 0 | 0 |
| J. Fießer     | 29 | 1  | 1 | 0 |
| V. Gerov      | 2  | 0  | 0 | 0 |
| P. Groß       | 8  | 0  | 1 | 0 |
| T. Gölbasi    | 33 | 0  | 2 | 0 |
| C. Keim       | 17 | 3  | 4 | 0 |
| M. Klinger    | 28 | 2  | 4 | 0 |
| M. Kümmerle   | 13 | 0  | 4 | 0 |
| M. Mason      | 10 | 0  | 1 | 0 |
| A. Noutsos    | 12 | 3  | 2 | 0 |
| T. Oliev      | 10 | 1  | 1 | 0 |
| C. Osterhold  | 1  | 0  | 1 | 0 |
| A. Schmidt    | 4  | 0  | 0 | 0 |
| K. Schwager   | 14 | 1  | 1 | 0 |
| T. Schönewolf | 32 | 2  | 4 | 1 |
| A. Seeger     | 0  | 0  | 0 | 0 |
| D. Suslik     | 18 | 0  | 6 | 0 |
| M. Turhan     | 8  | 1  | 0 | 0 |
| M. Wagner     | 13 | 0  | 4 | 0 |
| S. Wojcik     | 9  | 1  | 1 | 0 |